# Андернах
Андернах (на немски: Andernach; Annenach) е окръжен град в Рейнланд-Пфалц, Германия, с 29 441 жители (2015) и се намира на река Рейн.